# Islam Macijev
Islam Macijev (rusky: Ислам Мациев), (* 10. prosinec 1973, Staryje Atagi Sovětský svaz) je bývalý reprezentant Ruska v judu. Původem je Čečenec.

## Sportovní kariéra
S rozpadem Sovětského svazu v roce 1991 jel zkusit štěstí, jako většina Čečenců, do Turecka. Z Turecka se však vrátil s nepořízenou. Nakonec se stal členem ruské reprezentace a udržel se v ní dlouhou dobu. Na tatami dominoval především explozivními výpady tači-waza ze všech stran. Patřil řadu let k nejlepších evropským judistům, jenže své postavení zástupce Ruska na důležitých turnajích (OH, MS) nepotvrzoval. Důvodem byly různé zkraty. Svůj temperament často nedokázal ve vypjatých situacích kontrolovat.
V olympijském roce 1996 si vybojoval účast na olympijských hrách v Atlantě. V prvním kole dostal nalosovaného Japonce Nakamuru, kterému podlehl na pravidlo sogo-gači (3x šido + wazari). V roce 2000 v Sydney se pokusil o reparát, ale ve druhém kole udeřil Kazachstánce Baglajeva rukou do hlavy a byl diskvalifikován (hansoku-make). Potom co nebyl nominován na olympijských hrách v Athénách ukončil reprezentační kariéru.

## Výsledky
| Turnaj             | 1996 | 1997 | 1998 | 1999 | 2000 | 2001 | 2002 | 2003 | 2004 |
| ------------------ | ---- | ---- | ---- | ---- | ---- | ---- | ---- | ---- | ---- |
| Olympijské hry     | úč.  | –    | –    | –    | úč.  | –    | –    | –    | dns  |
| Mistrovství světa  | –    | dns  | –    | úč.  | –    | 5.   | –    | dns  | -    |
| Mistrovství Evropy | 5.   | úč.  | 2.   | dns  | 7.   | dns  | 3.   | dns  | úč.  |